# Alsodeiopsis villosa
Alsodeiopsis villosa är en tvåhjärtbladig växtart som beskrevs av Ronald William John Keay. Alsodeiopsis villosa ingår i släktet Alsodeiopsis och familjen Icacinaceae. Inga underarter finns listade i Catalogue of Life.